# Gouvernement provisoire de la République française
Ne doit pas être confondu avec Gouvernement provisoire de 1848.
3 juin 1944 – 27 octobre 1946
(2 ans, 4 mois et 24 jours)
Entités précédentes :
- Comité français de libération nationale
- État français (Vichy)
- France sous occupation allemande
- Reich allemand
- Administration militaire de la Belgique et du Nord de la France
- Empire du Japon

Entités suivantes :
- Quatrième République
- République syrienne
- République libanaise

Le Gouvernement provisoire de la République française (GPRF) est le nom donné au régime politique et aux institutions correspondantes qui, succédant le 3 juin 1944 au Comité français de libération nationale (CFLN), ont dirigé pendant deux ans l'ensemble du territoire de la France métropolitaine et de son empire jusqu'au 27 octobre 1946, date de l'entrée en vigueur de la Quatrième République.
Ce gouvernement provisoire considéra « illégitime, nul et non avenu » le régime de Vichy qui s'acheva le 20 août 1944, par l’exil du maréchal Philippe Pétain pour l'Allemagne, ainsi que son reliquat, la Commission gouvernementale de Sigmaringen, qui disparut le 22 avril 1945.
Pendant ces deux années, cinq gouvernements provisoires dirigés respectivement par Charles de Gaulle (deux gouvernements), Félix Gouin, Georges Bidault puis Léon Blum se sont succédé. Le nom utilisé pour le régime de cette période au-delà du seul gouvernement est ainsi une métonymie du type de gouvernement en exercice en attendant la promulgation d’une nouvelle constitution. La loi constitutionnelle du 2 novembre 1945 fonde ce régime politique républicain.
L'œuvre de ce gouvernement est vaste : il a conduit la France pendant la fin de la Seconde Guerre mondiale et dans la période de reconstruction qui suit, il a voté des réformes fondamentales (confirmation du droit de vote des femmes, institution du régime général de la sécurité sociale), et il a préparé et mis en place la Constitution de 1946.

## Création
Le 2 juin 1944, à Alger, le Comité français de la Libération nationale (CFLN), organe politique issu de la Résistance intérieure et extérieure, prend le nom de Gouvernement provisoire de la République française. La proposition provient du groupe de la Résistance métropolitaine de l'Assemblée consultative provisoire le 15 mai par l'intermédiaire d'Albert Gazier. Cette proposition est votée à l'unanimité.
Il est créé officiellement le 3 juin 1944,, la veille de l'arrivée du général de Gaulle en Grande-Bretagne, à l'invitation de Winston Churchill, quelques jours avant le débarquement en Normandie.
Après la libération de Paris le 25 août 1944, le GPRF s'installe dans la capitale le 31 et gouverne la France jusqu'à l'adoption d'une nouvelle constitution. Jusqu'à ce que la fonction de président de la République française soit recréée, le chef du GPRF exerce de fait une charge équivalente à celle de chef de l'État.

## Les présidents
Dirigé au départ par le général de Gaulle, le GPRF a ensuite été conduit par Félix Gouin, Georges Bidault et Léon Blum (dans la phase de transition pendant laquelle les institutions de la Quatrième République furent mises en place — tous sous le titre de « président du Gouvernement provisoire de la République française »).
| Charles de Gaulle (juin 1944 - janvier 1946) |
| -------------------------------------------- |
| Gouvernement Charles de Gaulle (1)           |
| Gouvernement Charles de Gaulle (2)           |
| Félix Gouin (janvier - juin 1946)            |
| Gouvernement Félix Gouin                     |
| Georges Bidault (juin - novembre 1946)       |
| Gouvernement Georges Bidault (1)             |

Après la promulgation de la Constitution de la Quatrième République le 27 octobre 1946 et jusqu'à ce que l'ensemble des organes de celle-ci soient mis en place, c'est-à-dire jusqu'à l'élection de Vincent Auriol à la présidence de la République le 16 janvier 1947, on entre dans une période de transition généralement rattachée à la Quatrième République mais où subsistent certaines des institutions provisoires.
| Léon Blum (décembre 1946 - janvier 1947) |
| ---------------------------------------- |
| Gouvernement Léon Blum (3)               |

## Fin du régime de Vichy

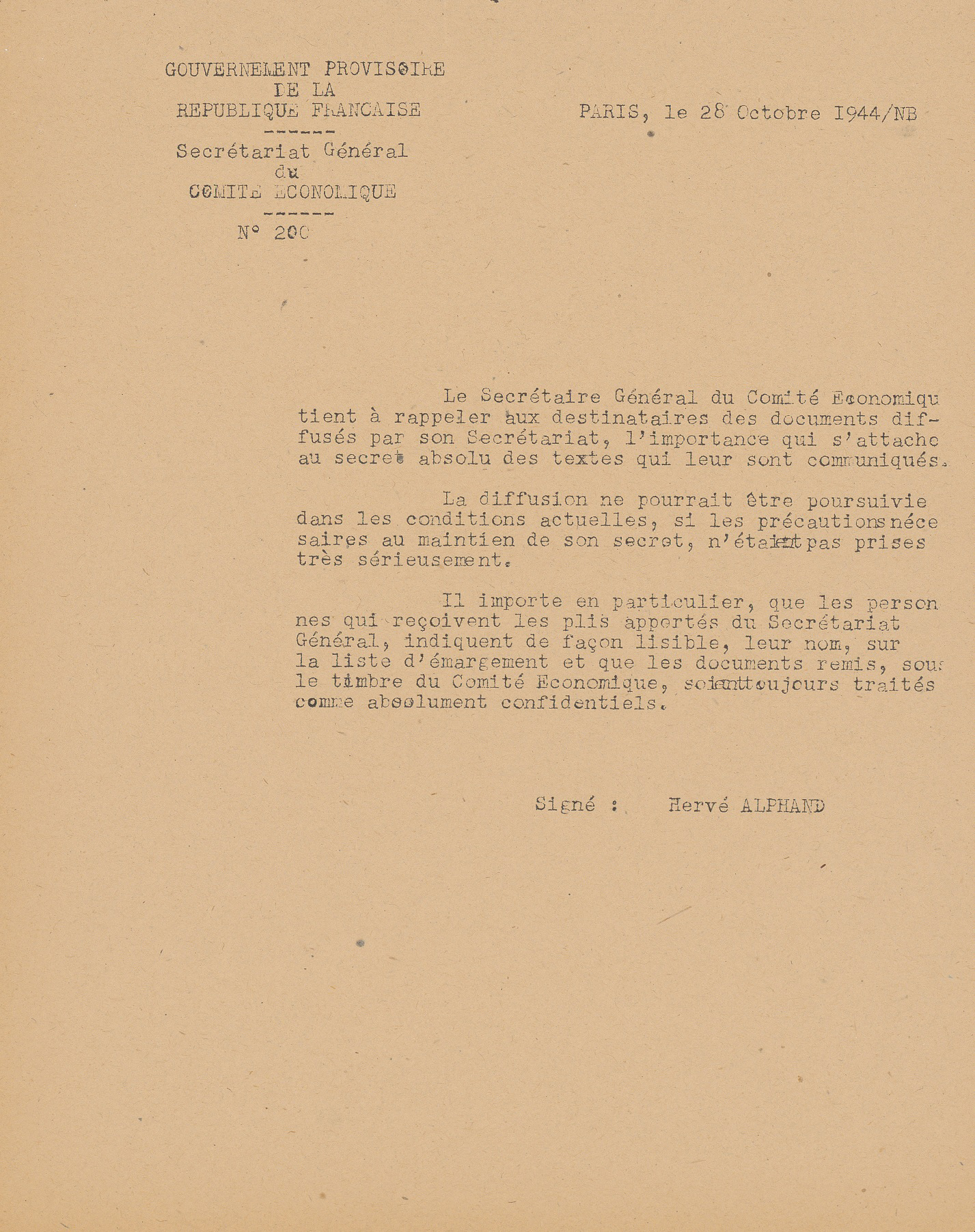
Lettre dactylographiée d'Hervé Alphand, secrétaire général du Comité économique du Gouvernement provisoire de la République française, insistant sur le secret absolu à maintenir autour des textes transmis par le Comité, 28 octobre 1944. Archives nationales de France.

Le régime de Vichy prend fin de fait en août 1944, lors de la Libération de la France. Le Gouvernement provisoire de la République française, venu d'Alger, assume la réalité du pouvoir sur la partie de territoire métropolitain libérée à partir de la fin de l'été 1944. Composé de militaires, de résistants, et d'hommes politiques de tous horizons (communistes, socialistes, radicaux, démocrates chrétiens et droite républicaine), il déclare nulles et non avenues les décisions constitutionnelles du régime de Vichy (ordonnance du 9 août 1944), qu'il considère comme une parenthèse illégale dans le fonctionnement de l'État. En témoigne le refus du général de Gaulle, président du Gouvernement provisoire de la République française, de proclamer la République du balcon de l'hôtel de ville de Paris libéré, le 25 août.
Le général de Gaulle refuse alors d'accéder aux demandes de ceux, dont Georges Bidault alors président du Conseil national de la Résistance, qui le pressent de « rétablir la République », leur signifiant qu'elle n'avait jamais cessé d'exister car ayant toujours considéré « l’État français » comme illégitime :

« La République n'a jamais cessé d'être. La France Libre, la France Combattante, le Comité français de libération nationale, l'ont, tour à tour, incorporée. Vichy fut toujours et demeure nul et non avenu. Moi-même suis le président du Gouvernement de la République. Pourquoi irais-je la proclamer, ? »

Le GPRF est reconnu comme tel par les grandes puissances (Royaume-Uni, États-Unis, URSS, Canada) le 23 octobre 1944.
Pour rétablir l'autorité républicaine, le GPRF envoie dans chaque grande région libérée un commissaire de la République. Ces commissaires se heurtent parfois aux comités locaux de la Résistance (CDL), qui rechignent à céder un pouvoir acquis de facto à la suite de la Libération, en particulier dans les territoires libérés par la Résistance (Sud-Ouest, Savoie…). Par ailleurs les organisations issues de la Résistance disposent d'éléments armés pouvant être utilisés par les communistes dans l'éventualité d'une révolution (FFI, COMAC, milices patriotiques). Pour parer à ce danger et malgré la mauvaise volonté du CNR et des communistes, le GPRF s'efforce d'incorporer ces troupes à l'armée régulière. Les FFI intègrent l'Armée française, toujours en guerre, le 23 septembre 1944, les milices patriotiques le font le 28 octobre.

## Les premières mesures du GPRF

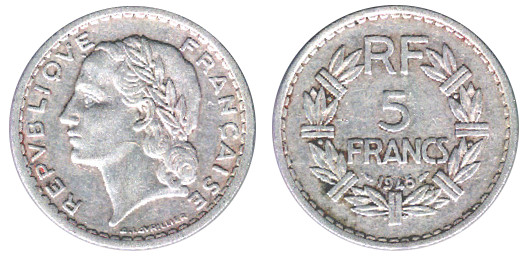
Pièce de 5 francs 1945 République française.

Le premier acte du GPRF est de s'opposer à la mise en place d'une administration militaire américaine intérimaire, le Gouvernement militaire allié des territoires occupés.
Le gouvernement provisoire reprend le projet de 1936 de Jean Zay, et crée l'École nationale d'administration (9 octobre 1945) afin d'assurer aux futurs hauts fonctionnaires une formation effective, homogène et de haut niveau, ainsi que de permettre l'accès de ces fonctions aux seuls éléments méritants, indépendamment de leur origine sociale.
Le droit de vote ayant été accordé aux femmes, le 21 avril 1944, par le Comité français de la Libération nationale et confirmé par l’ordonnance du 5 octobre 1944 sous le GPRF, elles vont aux urnes pour la première fois lors des élections municipales du 29 avril 1945.
Il met en place la sécurité sociale (ordonnance du 19 octobre 1945) et des allocations familiales (loi du 22 août 1946), fondements de l'État-providence en France. Il passe aussi l'ordonnance du 2 février 1945 sur l'enfance délinquante.

## L'épuration
Il poursuit la guerre et organise l'épuration (procès de Philippe Pétain en juillet-août 1945) tout en réfrénant ses excès. Cette épuration légale fait suite à une épuration improvisée, conduite à la Libération, et parfois exercée par des résistants de la dernière heure. Celle-ci avait conduit à de nombreuses exécutions sommaires et à la tonte des femmes soupçonnées d'avoir eu des liaisons avec l'ennemi.
Par la suite l'épuration légale conduite soit par des magistrats, qui pratiquement tous avaient prêté serment à Pétain, ou par des jurés de la Haute-Cour, parlementaires issus de la Troisième Force opposée aux gaullistes et aux communistes, allait aboutir à des résultats d'une indulgence extrême, laissant libres des hommes comme René Bousquet qui avait, en accord avec le haut dignitaire SS Heydrich et avec Himmler, intensifié l'action de la police française contre les résistants, ou comme Xavier Vallat, créateur du Commissariat général aux questions juives, ordonnateur de la persécution des Juifs et surtout de leur recensement qui allait faciliter leur déportation par l'ennemi. Au total l'épuration aurait touché environ 10 000 Français et son bilan est controversé ; bien que certains responsables politiques et intellectuels collaborationnistes aient été jugés et condamnés, de nombreux collaborateurs de l'industrie, de la police, de la gendarmerie, de l'administration et de la magistrature furent peu inquiétés.

## Crise en Indochine
En août 1945, un conflit éclate en Indochine entre le gouvernement du Viet Minh, qui avait pris le pouvoir à la faveur de la capitulation japonaise, et les autorités françaises.
La France parvient à reprendre pied en Indochine et entame des négociations avec le gouvernement de la République démocratique du Viêt Nam, mais refuse d'inclure la Cochinchine dans le nouvel État. La conférence de Fontainebleau censée résoudre le problème indochinois s'achève sur un échec. La guerre d'Indochine éclate fin 1946 et ne se terminera en ce qui concerne la France que beaucoup plus tard, avec la séparation du pays entre la République démocratique du Viêt Nam (Viêt-Nam du Nord) et la République du Viêt Nam (Viêt-Nam du Sud), en 1954.

## La nouvelle constitution
Pour un article plus général, voir Constitution française du 27 octobre 1946.
Un des autres objectifs principaux du GPRF, sous la houlette du général de Gaulle, est de rendre la parole au peuple en organisant des élections législatives et un référendum qui eurent lieu le 21 octobre 1945. Lors de ces scrutins, les Français approuvent le projet d'une nouvelle constitution et élisent une Assemblée constituante.
Ces élections voient la victoire de la SFIO, du PCF et du MRP qui recueillent les trois quarts des voix et le référendum consacre, avec 96 % des votants, la fin de la Troisième République. L'Assemblée constituante issue des élections est chargée d'instaurer la Quatrième République.
Le 20 janvier 1946, Charles de Gaulle démissionne, en désaccord avec le projet de constitution et les ministres communistes.
Le 19 avril 1946 l'Assemblée constituante adopte un premier projet de constitution soutenu par la majorité de gauche et dénoncé par les centristes et la droite. Cette constitution est rejetée par référendum le 5 mai 1946, entraînant la dissolution de la Chambre et la démission du socialiste Félix Gouin.
Une nouvelle assemblée constituante, marquée par un renforcement du MRP et le recul de la gauche, est élue le 2 juin 1946. Le projet monocaméral devient bicaméral. La constitution de la Quatrième République, élaborée sous la présidence de Georges Bidault (MRP), est définitivement adoptée par référendum le 13 octobre 1946. S'ensuit alors l'élection d'une nouvelle chambre en novembre 1946 et  son président, Vincent Auriol qui assure les fonctions de chef de l'État, confie à Léon Blum, pour un mois, le dernier gouvernement provisoire avant l'élection du président de la République de la Quatrième République.